# Copsi
 (juillet 2021).
Si vous disposez d'ouvrages ou d'articles de référence ou si vous connaissez des sites web de qualité traitant du thème abordé ici, merci de compléter l'article en donnant les références utiles à sa vérifiabilité et en les liant à la section « Notes et références ».
Copsi ou Copsig (mort en 1067) est un noble northumbrien du XIe siècle. Lorsque le comte de Northumbrie Tostig Godwinson doit s'exiler, en 1065, il se voit forcé de faire de même, partant pour les Orcades, puis en Norvège. L'année suivante, il rejoint Tostig, rallié au roi Harald de Norvège, pour lui apporter son soutien. Harald et Tostig sont vaincus et tués par Harold II à la bataille de Stamford Bridge, mais Copsi parvient à survivre.
En mars 1067, il se soumet à Guillaume le Conquérant, celui-ci ayant entre-temps vaincu Harold à Hastings. Guillaume le nomme comte de Northumbrie et l'envoie à York, mais quelques semaines plus tard, il est assassiné par Osulf, descendant de l'ancienne famille royale de Bamburgh.